# Miracolo eucaristico di Ivorra

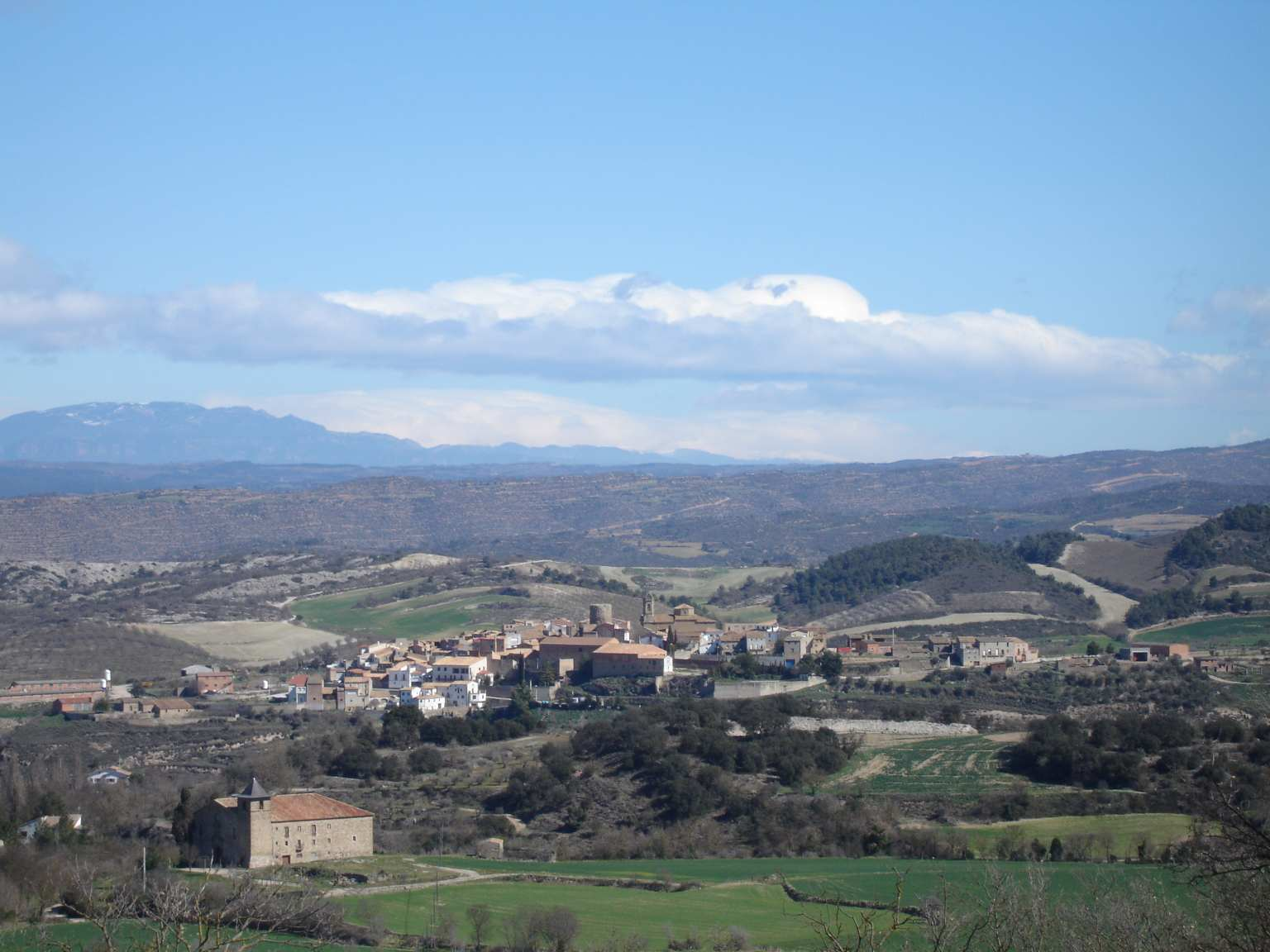
Il paese di Ivorra: sulla sinistra è visibile il santuario.

Il miracolo eucaristico di Ivorra sarebbe avvenuto nell'omonima località spagnola nell'anno 1010: mentre un sacerdote celebrava la messa, dubitò della reale presenza di Cristo nel vino consacrato, e questo si sarebbe trasformato in sangue.

## Storia
Nel 1010 a Ivorra, piccolo comune spagnolo della Catalogna, regione compresa tra i Pirenei e il Mediterraneo, mentre il sacerdote Bernat Oliver, che dubitava della reale presenza di Cristo nell'eucaristia, stava celebrando la messa, secondo quanto tramandato dalla tradizione le specie del vino consacrato, contenute nel calice, si trasformarono in sangue, versandosi sul corporale.
Il vescovo della comarca di Urgell, il futuro sant'Ermengaudio, si recò a Ivorra per documentarsi sui fatti, informando successivamente papa Sergio IV il quale, con una bolla, dichiarò l'evento miracoloso; le reliquie furono successivamente conservate, insieme al documento pontificio, sotto l'altare maggiore della nuova chiesa parrocchiale, intitolata a San Cugat e inaugurata nel 1055 dal vescovo Guifredo Guillem. Attualmente il corporale macchiato di sangue è custodito in un prezioso reliquiario gotico del 1426.
Nel 1663, per accogliere i pellegrini, fu costruito l'attuale santuario. La vicenda è ricordata ogni anno nella seconda domenica di Pasqua, in una festa detta del "Sant Dubte" (Santo Dubbio). Dal 2010, per commemorare l'evento, si esegue nel santuario l'oratorio Noces de sang, con musica di Valentí Miserachs.